# Тадеуш Пика
Тадеуш Гіацинт Пика (пол. Tadeusz Hiacynt Pyka; 17 травня 1930, Пекари-Шльонські — 23 травня 2009, Катовиці) — політик Польської Народної Республіки, віцепрем'єр ПНР у 1975—1980 роках, кандидат у члени Політбюро ЦК ПОРП у 1980 році. Зміщений з усіх посад і виключений з ПОРП після провалу спроби зупинити страйковий рух у серпні 1980 року. Ізольований при воєнному стані 1981—1983 років.

## Номенклатурна кар'єра
За освітою інженер-металург. У 1951—1955 роках працював на металургійному комбінаті Гута Катовиці. Потім перейшов у партійний апарат. У 1955—1964 роках обіймав секретарські посади у воєводському комітеті ПОРП, опікувався металургією, потім регіональною економікою загалом. У 1964—1967 роках — перший секретар міського комітету ПОРП у Битомі. У 1967—1974 роках — другий секретар воєводського комітету у Катовицях.
У 1974 році отримав призначення в апарат ЦК ПОРП. У жовтні 1975 році призначений заступником голови Ради міністрів ПНР. Опікувався промисловістю, провадив курс адміністративної централізації на кшталт партійних установок. З лютого 1980 року — кандидат у члени Політбюро ЦК ПОРП. Підкреслював свою особисту відданість першому секретарю Едвардові Гереку, позиціювався як його «молодший соратник».
У 1972—1980 роках був депутатом сейму від ПОРП.

## Провал у Гданську
14 серпня 1980 року розпочався страйк на Гданській корабельні, що започаткував рух Солідарність. 16 серпня 1980 року у Гданську створили Міжзаводський страйковий комітет (MKS). Уряд ПНР направив у Гданськ повноважну комісію для переговорів з робітниками-страйкарями робітниками (у цьому полягала відмінність політики Едварда Герека від політики Владислава Гомулки, який у грудні 1970 року віддав наказ про військове придушення протестів). Керівництво комісії доручили Пиці як куратору промисловості.
Пика зовсім недавно став кандидатом у члени Політбюро і прагнув показати себе як сильний політик. Він зайняв жорстку позицію, оголосив страйк незаконним, відмовився визнавати MKS, допустив особисті випади на адресу Анни Валентинович, Леха Валенси й Анджея Гвязди. Такі виступи призвели до граничного загострення ситуації, що викликало сильне невдоволення Герека.
21 серпня 1980 року Пику відкликали з Гданська, 24 серпня 1980 року — зміщений з посади віцепрем'єра. Його функції у Гданську та Варшаві прийняв віцепрем'єр Мечислав Ягельський, який займав більш гнучку та компромісну позицію. Внаслідок переговорів комісії Ягельського з MKS уклали Гданські угоди, які легалізували незалежні профспілки.

## Покарання за провал
На IX з'їзді ПОРП у липні 1981 року його вивели зі складу ЦК і незабаром виключили з партії. Після введення воєнного стану 13 грудня 1981 року його піддали ізоляції — фактично взяли під арешт — у складі групи колишніх партійно-державних керівників, на яких поклали відповідальність за «кризові явища» (серед ізольованих були також Едвард Герек й очільники уряду, заступником яких був Пика — Пйотр Ярошевич і Едвард Бабюх).
Звільнений після зупинення дії воєнного стану наприкінці 1982 року. У ПОРП відновлено не було, до участі у політиці не допускалося.
У 1960—1970-х роках отримав низку нагород ПНР — орден Відродження Польщі 4 ступеня, золотий і срібний Хрест Заслуги, орден Будівельників Народної Польщі, орден «Прапор Праці» 2 ступеня. Позбавлений всіх нагород після виключення з партії.

## Останні роки
В останні роки існування ПНР жив у Катовицях і працював у Сілезькій школі економіки, професором якої був.
Помер наприкінці травня 2009 року у віці 79 років.
Його політична доля відобразила глибоку кризу ПОРП початку 1980-х років і політичні метання партійно-державного керівництва ПНР.